# Fédération du Lesotho de football
La Fédération du Lesotho de football  (Lesotho Football Association (en) LEFA) est une association regroupant les clubs de football du Lesotho qui organise les compétitions nationales et les matchs internationaux de la sélection du Lesotho.
La fédération nationale du Lesotho a été fondée en 1932. Elle est affiliée à la FIFA depuis 1964 et est également membre de la CAF depuis 1964.